# Tannefors församling
Tannefors församling är en församling i Domkyrkokontraktet i Linköpings stift. Församlingen ligger i Linköpings kommun i Östergötlands län och ingår i Linköpings domkyrkopastorat.

## Administrativ historik
Församlingen bildades 1 januari 2022 genom en utbrytning ur Linköpings Sankt Lars församling och ingår i Domkyrkopastoratet. Den 6 januari 2022 på Trettondedag jul, invigdes församlingen i en mässa i Tannefors kyrka, ledd av biskop Martin Modéus. Detta är en av helt nya församlingar efter att distrikt infördes den 1 januari 2016 och därmed har denna församling aldrig varit en befolkningsrapporteringsenhet.

## Series pastorum
Eftersom Tannefors församling är en del av Linköpings domkyrkopastorat leds församlingen av en församlingsherde. Kyrkoherden är Linköpings stifts domprost.

### Församlingsherdar
| Ämbetstid | Namn           | Övrigt                                |
| --------- | -------------- | ------------------------------------- |
| 2022–2023 | Lisa Kjellgren | Församlingens första församlingsherde |
| 2024–     | Carolin Falk   |                                       |

## Kyrkor
- Tannefors kyrka